# Mamestra tetrica
Mamestra tetrica är en fjärilsart som beskrevs av Ludwig Carl Friedrich Graeser 1888. Mamestra tetrica ingår i släktet Mamestra och familjen nattflyn. Inga underarter finns listade i Catalogue of Life.